# Whiteïta-(MnMnMg)
La whiteïta-(MnMnMg) és un mineral de la classe dels fosfats, que pertany al subgrup de la whiteïta.

## Característiques
La whiteïta-(MnMnMg) és un fosfat de fórmula química Mn²⁺Mn²⁺Mg₂Al₂(PO₄)₄(OH)₂(H₂O)₈. Va ser aprovada com a espècie vàlida per l'Associació Mineralògica Internacional l'any 2016. Cristal·litza en el sistema monoclínic.

## Formació i jaciments
Va ser descoberta a la pedrera a cel obert d'Iron Monarch, a la serralada Middleback, a la península d'Eyre (Austràlia Meridional, Austràlia). També ha estat descrita a dos indrets de Minas Gerais (Brasil): a la mina Sapucaia, a Sapucaia do Norte (Galiléia) i a les pegmatites de Jocão, a Conselheiro Pena.